# راه‌پله (مینی‌سریال)
راه‌پله (انگلیسی: The Staircase) مینی‌سریال استریم آمریکایی در ژانر درام جنایی واقعی ساختهٔ آنتونیو کامپوس است که بر اساس مستندهای جنایی واقعی به همین نام در سال ۲۰۰۴ توسط ژان-زاویه دو لیستاد ساخته شده‌است. در این سریال کالین فرث در نقش مایکل پترسون، نویسنده‌ای که به جرم قتل همسرش کاتلین پترسون (تونی کولت)، که در پایین راه‌پله خانه‌شان جسدش پیدا شد، محکوم شد، بازی می‌کند. این سریال در ۵ می ۲۰۲۲ در اچ‌بی‌او مکس شد.
راه‌پله نقدهای مثبتی را از طرف منتقدان دریافت کرد و عمدتاً برای نقش‌آفرینی تحسین شد.

## داستان
مایکل پترسون، رمان‌نویس جنایی، متهم است که همسرش کاتلین را پس از اینکه جسدش در پایین پله‌های خانه‌شان پیدا شد، به قتل رسانده باشد. در حالی که تحقیقات ادامه دارد، خانواده درگیر یک درگیری حقوقی شدید می‌شوند. در همین حال، یک تیم مستند فرانسوی به داستان علاقه نشان می‌دهد.

## بازیگران و شخصیت‌ها

### اصلی
- کالین فرث در نقش مایکل پترسون، رمان‌نویس ساکن دورهام. امور مالی و زندگی شخصی او در کانون تحقیقات و مستند قرار می‌گیرد.
- تونی کولت در نقش کاتلین پترسون، همسر دوم و مادر کیتلین. او یک مدیر اجرایی با قدرت بالا بود و مورد علاقه خانواده و جامعه بود.
- مایکل استولبارگ در نقش دیوید رودولف، وکیل مایکل.
- دین دی‌هان در نقش کلایتون پترسون، بزرگترین پسر مایکل پترسون از ازدواج اول او که مسائل حقوقی خود را از گذشته دارد.
- اولیویا دی جونگ در نقش کیتلین آتواتر، دختر کاتلین از ازدواج اولش. او در ابتدا از ناپدری خود حمایت می‌کند.
- پاتریک شوارتزنگر در نقش تاد پترسون، کوچکترین پسر مایکل از ازدواج اولش.
- سوفی ترنر در نقش مارگارت رتلیف، دختر مایکل، که او پس از مرگ والدین بیولوژیکی او را به فرزندی پذیرفت.
- اودسا یانگ در نقش مارتا رتلیف، دختر خوانده دیگر مایکل.
- رزماری دویت در نقش کندیس هانت زامپرینی، خواهر کاتلین.
- تیم گونی در نقش بیل پترسون، برادر مایکل.
- پارکر پوزی در نقش فردا بلک، دادستان شهرستان دورهام.
- ژولیت بینوش در نقش سوفی برونت، تدوینگر مستند اصلی.
- وینسنت ورمینیون در نقش ژان خاویر، کارگردان مستند اصلی.

### مکرر
- جوئل مک‌کینن میلر در نقش لری پولارد، وکیلی که با خانواده پترسون‌ها همسایه و دوست است.
- ماریا دیزیا در نقش لوری کمبل، کاتلین و خواهر کندیس.
- سوزان پورفر در نقش دکتر دبورا رادیش
- جاستیس لیک در نقش تام ماهر
- رابرت کریتون در نقش ران گرت
- کالن موس در نقش جیم هاردین، یکی دیگر از دادستان‌های شهرستان دورهام که مایکل قبلاً ستون‌های حمله را روی او نوشته بود.
- کوری اسکات آلن در نقش آرت هلند
- جیسون دیویس در نقش فرد آتواتر، همسر اول کاتلین و پدر کیتلین.
- رایان لوئیس در نقش بروس کمپبل، شوهر لری.
- هانا پنیوسکی در نقش بکی، همسر کلایتون.
- کوین سایزمور در نقش مارک زامپرینی، شوهر کندیس.
- ترینی آلوارادو در نقش پاتریشیا سو پترسون، همسر اول مایکل و مادر تاد و کلیتون.
- دانیلا لی در نقش دوون
- تری وایبل در نقش سونیا فایفر
- فرانک فیس در نقش دنیس پونست
- ژان لوک مک مورتری در نقش گوتیه، دستیار سردبیر سوفی
- مونیکا گوسمن در نقش اگنس

## اپیزودها
| شم. | عنوان                                     | کارگردان       | نویسنده        | تاریخ پخش اصلی |
| --- | ----------------------------------------- | -------------- | -------------- | -------------- |
| ۱   | «۹۱۱»                                     | آنتونیو کامپوس | آنتونیو کامپوس | ۵ مه ۲۰۲۲      |
| ۲   | «Chiroptera»                              | آنتونیو کامپوس | مگی کوهن       | ۵ مه ۲۰۲۲      |
| ۳   | «The Great Dissembler»                    | آنتونیو کامپوس | آنتونیو کامپوس | ۵ مه ۲۰۲۲      |
| ۴   | «Common Sense»                            | اعلان‌نشده      | اعلان‌نشده      | ۱۲ مه ۲۰۲۲     |
| ۵   | «The Beating Heart»                       | اعلان‌نشده      | اعلان‌نشده      | ۱۹ مه ۲۰۲۲     |
| ۶   | «Red in Tooth and Claw»                   | اعلان‌نشده      | اعلان‌نشده      | ۲۶ مه ۲۰۲۲     |
| ۷   | «Seek and Ye Shall»                       | اعلان‌نشده      | اعلان‌نشده      | ۲ ژوئن ۲۰۲۲    |
| ۸   | «America's Sweetheart or: Time Over Time» | اعلان‌نشده      | اعلان‌نشده      | ۹ ژوئن ۲۰۲۲    |

## پاسخ انتقادی
این سریال با استقبال گسترده منتقدان همراه با تمجید از عملکرد فرث مواجه شد. وب‌سایت جمع‌آوری نقد راتن تومیتوز، بر اساس نظر ۵۶ منتقد، ۹۵ درصد امتیاز تأییدی با میانگین نمرهٔ ۷٫۸۰/۱۰ را به این مجموعه داده‌است. نظر منتقدان این وب‌سایت می‌گوید: «راه‌پله برای کسانی که از قبل با مستند اصلی آشنا شده‌اند شگفتی‌های زیادی را در بر نمی‌گیرد، اما این نمایشنامه‌سازی همراه با اجرای فوق‌العاده کالین فرث چشم‌انداز و بافت تازه‌ای را به رمز و راز می‌آورد». در همین حال، متاکریتیک که از میانگین وزنی استفاده می‌کند، بر اساس ۲۸ منتقد، امتیاز ۸۰ از ۱۰۰ را به خود اختصاص داده‌است که نشان دهنده «بررسی‌های عموماً مطلوب» است.